# Wyethia cusickii
Wyethia cusickii là một loài thực vật có hoa trong họ Cúc. Loài này được Piper miêu tả khoa học đầu tiên năm 1914.